# Bill English
Simon William English, conocido popularmente como Bill English, (Lumsden, Nueva Zelanda, 30 de diciembre de 1961) es un político neozelandés, primer ministro de Nueva Zelanda desde el diciembre de 2016 hasta octubre de 2017.
En diciembre de 2016, tras la renuncia del primer ministro John Key, fue elegido por la dirección del Partido Nacional para sucederlo en el cargo.

## Biografía
Granjero y trabajador de la administración pública antes de ingresar a la política, English fue elegido para el Parlamento de Nueva Zelanda en 1990 por el Partido Nacional, al que se unió en 1980 mientras estudiaba en la Universidad Victoria en Wellington. En 1996 llegó al gabinete del primer ministro Jim Bolger y en 1999 se convirtió en el ministro de Finanzas, cargo en el que estuvo pocos meses debido a la derrota del partido en las elecciones de ese mismo año. En octubre de 2001, English reemplazó a Jenny Shipley como líder del Partido Nacional (y por tanto como líder de la oposición). El partido perdió las elecciones de 2002, y en octubre de 2003 fue reemplazado como líder por Don Brash. En noviembre de 2006, tras la renuncia de Don Brash, English se convirtió en el número dos del partido, bajo su nuevo líder John Key.
Después de la victoria del partido en las elecciones de 2008, English asumió como vice primer ministro y también por segunda vez como ministro de Finanzas. En diciembre de 2016, John Key anunció su intención de dejar el cargo de primer ministro. English, propuesto por el mismo Key para reemplazarlo en el cargo, ganó la elección del nuevo líder del partido sin oposición.